# 西班牙美洲獨立戰爭
西班牙美洲独立战争（西班牙語：Las guerras de independencia hispanoamericanas）簡稱西屬美洲独立战争，是19世纪早在西班牙美洲殖民地发生的一系列西属美洲與西班牙帝国之間的战争。当半島戰爭爆發，西班牙被法国入侵後，西班牙帝國位於拉美的領土與西班牙之間爆發衝突並且紛紛獨立。這些新獨立的國家南到阿根廷和智利，北到墨西哥。大多数參與獨立戰爭的武裝人員是西班牙裔的美洲人。拉丁美洲独立战争是在一系列革命的大环境下出现的，它受到了美国革命和法国大革命的影响。截至1833年，西班牙美洲殖民地只剩下古巴和波多黎各仍在西班牙統治之下。不過因为门罗主义的兴起，自此拉美成为美国的勢力範圍。1898年，西班牙在美西战争中战败，古巴和波多黎各此後不再受西班牙控制。